# Oxycnemis baboquavaria
Oxycnemis baboquavaria là một loài bướm đêm trong họ Noctuidae.